# Boeing Model 8
El Boeing Model 8 (BB-L6) fue un biplano estadounidense diseñado por Boeing específicamente para su primer piloto de pruebas, Herb Munter.

## Desarrollo y diseño
El diseño del Model 8 estaba inspirado en el Ansaldo A.1 Balilla. La sección del fuselaje cambiaba de la tradicional forma rectangular de cuatro largueros en la parte del motor y cabinas, a una de tres largueros con forma triangular invertida a partir de la cabina trasera. El fuselaje estaba recubierto por contrachapado de caoba, con una cabina delantera para dos pasajeros y una cabina trasera para el piloto, una configuración de asientos que sería estándar para todos los triplazas siguientes. La configuración alar y motora eran similares a las del Boeing Model 1.
El Model 8 voló por primera vez en 1920, y fue el primer avión en sobrevolar el Monte Rainier. El avión resultó destruido en un fuego de hangar en Kent, Washington, en 1923. Tenía el número de serie 199.

## Especificaciones
Referencia datos: Bowers, 1989. pg. 54.

### Características generales
- Tripulación: Un piloto.
- Capacidad: Dos pasajeros.
- Longitud: 8,9 m (29,2 ft)
- Envergadura: 13,7 m (44,9 ft)
- Altura: 3 m (9,8 ft)
- Superficie alar: 43,2 m² (465 ft²)
- Peso vacío: 749,3 kg (1651,5 lb)
- Peso cargado: 1193,9 kg (2631,4 lb)
- Planta motriz: 1× motor lineal de 6 cilindros refrigerado por agua Hall-Scott L-6.
  - Potencia: 149 kW (206 HP; 203 CV)

### Rendimiento
- Velocidad nunca excedida (Vne): 161 km/h (100 MPH; 87 kt)
- Velocidad crucero (Vc): 145 km/h (90 MPH; 78 kt)
- Velocidad de entrada en pérdida (Vs): 67,6 km/h (42 MPH; 36 kt)
- Alcance: 724 km (391 nmi; 450 mi)
- Techo de vuelo: 4572 m (15 000 ft)

## Aeronaves relacionadas

### Secuencias de designación
- Secuencia Numérica (interna de Boeing): ← 6D - 6E - 7 - 8 - 10 - 15 - 16 →